# بوبا واتسون
بوبا واتسون (بالإنجليزية: Bubba Watson)‏ هو لاعب غولف أمريكي، ولد في 5 نوفمبر 1978 في Bagdad, Florida ‏ في الولايات المتحدة.

## وصلات خارجية
- الموقع الرسمي
- بوبا واتسون على موقع رابطة لاعبي الغولف المحترفين (الإنجليزية)
- بوبا واتسون على موقع رابطة اليابان للاعبي الغولف المحترفين (الإنجليزية)
- بوبا واتسون على موقع التصنيف العالمي الرسمي للغولف (الإنجليزية)
- بوبا واتسون على موقع اللجنة الأولمبية الدولية (الإنجليزية)
- بوبا واتسون على موقع أوليمبيديا (الإنجليزية)
- بوبا واتسون على موقع الموسوعة البريطانية (الإنجليزية)
- بوبا واتسون على موقع إن إن دي بي (الإنجليزية)